# هارولد وينستون رودس
هارولد وينستون رودس (بالإنجليزية: Harold Winston Rhodes)‏ هو كاتب نيوزلندي، ولد في 1905، وتوفي في 1987.